# Sleeswijk-Holstein
Sleeswijk-Holstein (Duits: Schleswig-Holstein, Deens: Slesvig-Holsten, Noord-Fries: Slaswik-Holstinj, Nederduits: Sleswig-Holsteen) is de noordelijkste van de zestien deelstaten van Duitsland. Sleeswijk-Holstein heeft 2.910.875 inwoners (31 december 2020). Met een oppervlakte van 15.804,35 km² is Sleeswijk-Holstein na Saarland en de stadstaten Hamburg, Bremen en Berlijn de kleinste deelstaat.
Op 31 december 2018 had 8% van de inwoners een niet-Duits staatsburgerschap (232.955 niet-Duitsers) en hadden 2.145 inwoners het Nederlandse staatsburgerschap.

## Geografie
Sleeswijk-Holstein ligt in de kern van het schiereiland Jutland in het noorden van Duitsland. De deelstaat grenst aan Denemarken in het noorden, de Noordzee in het westen, de Oostzee en Mecklenburg-Voor-Pommeren in het oosten en Nedersaksen en Hamburg in het zuiden. De hoofdstad is Kiel.

## Geschiedenis

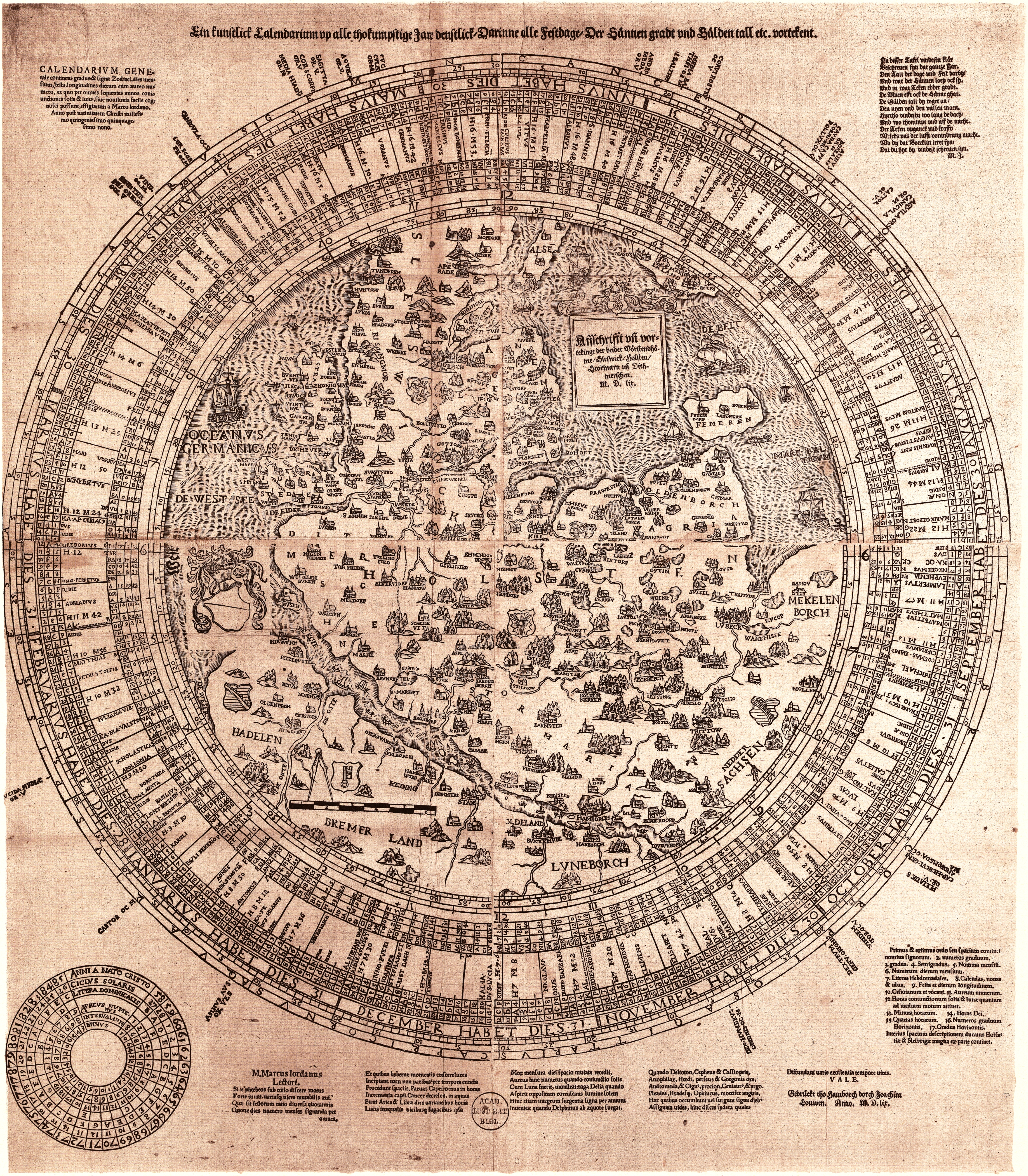
Sleeswijk-Holstein door Marcus Jordanus (16e eeuw)

Sleeswijk en Holstein waren reeds sinds de prehistorie bewoond en kwamen in 1460 toe aan Christiaan I van Denemarken. De gebieden werden in de loop der tijd opgedeeld, maar in 1773 weer verenigd onder de Deense kroon. In tegenstelling tot Sleeswijk (dat aanvankelijk vrijwel geheel Deenstalig was, maar waarvan het zuiden vanaf de 15e eeuw in toenemende mate verduitst was geraakt) werd Holstein in 1815 lid van de Duitse Bond. Het conflict tussen Denemarken en de Duitse Bond over de status van beide hertogdommen (Sleeswijk-Holsteinse kwestie) kwam na de Pruisisch-Oostenrijkse Oorlog tot een ontknoping, toen de Vrede van Praag (23 augustus 1866) bepaalde dat de beide hertogdommen aan Pruisen toekwamen, dat ze verenigde tot de provincie Sleeswijk-Holstein. Op 1 juli 1876 werd de provincie uitgebreid met het hertogdom Lauenburg.
Duitsland moest conform het Verdrag van Versailles in 1920 Noord-Sleeswijk na een referendum aldaar aan Denemarken afstaan.
Op 1 april 1937 werd de provincie op grond van de Groot-Hamburgwet uitgebreid met het voormalige vorstendom Lübeck en de Vrije en Hanzestad Lübeck in ruil voor de afstand van Altona aan Hamburg.
Na de Tweede Wereldoorlog werd een klein deel van Sleeswijk-Holstein ten oosten van Ratzeburg bij Mecklenburg ingedeeld en de provincie zelf deel van de Britse bezettingszone. In 1946 werd uit het resterende gebied de deelstaat Sleeswijk-Holstein in het leven geroepen, die in 1949 deel van de Bondsrepubliek Duitsland werd.

## Talen
Er zijn vier officiële talen in Sleeswijk-Holstein: Duits, Nedersaksisch, Noord-Fries en Deens. Nedersaksisch geldt als streektaal, Deens en Noord-Fries als minderheidstalen. Verder wordt nog Zuid-Juts (Sønderjysk) gesproken, een variant van het Deens. Ten slotte is er een handjevol mensen in en rond Flensburg dat Petuh spreekt, een mengtaal met elementen van Hoogduits, Nedersaksisch, Deens en Sønderjysk.

## Bestuurlijke indeling
Schleswig-Holstein voerde in de periode 1970/74 een bestuurlijke herindeling door. Bij deze herindeling werd het aantal Landkreise van 17, zoals deze reeds bestonden ten tijde van de provincie Sleeswijk-Holstein, tot 11 gereduceerd. Het aantal gemeenten werd op kleinere schaal ook ingekrompen van 1371 naar 1131 in 1991 en het aantal Ämter daalde van 199 naar 119.
Tegenwoordig is Sleeswijk-Holstein onderverdeeld in elf Kreise en vier stadsdistricten (kreisfreie Städte). De Kreise zijn onderverdeeld in Ämter en gemeentes.

### Kreise
1. Dithmarschen
2. Herzogtum Lauenburg (Hertogdom Lauenburg)
3. Nordfriesland (Nord-Friesland)
4. Ostholstein (Oost-Holstein)
5. Pinneberg
6. Plön
7. Rendsburg-Eckenförde
8. Schleswich-Flensburg (Sleeswijk-Flensburg)
9. Segeberg
10. Steinburg
11. Stormarn

### Kreisfreie Städte
1. Flensburg
2. Kiel
3. Lübeck
4. Neumünster

## Politiek

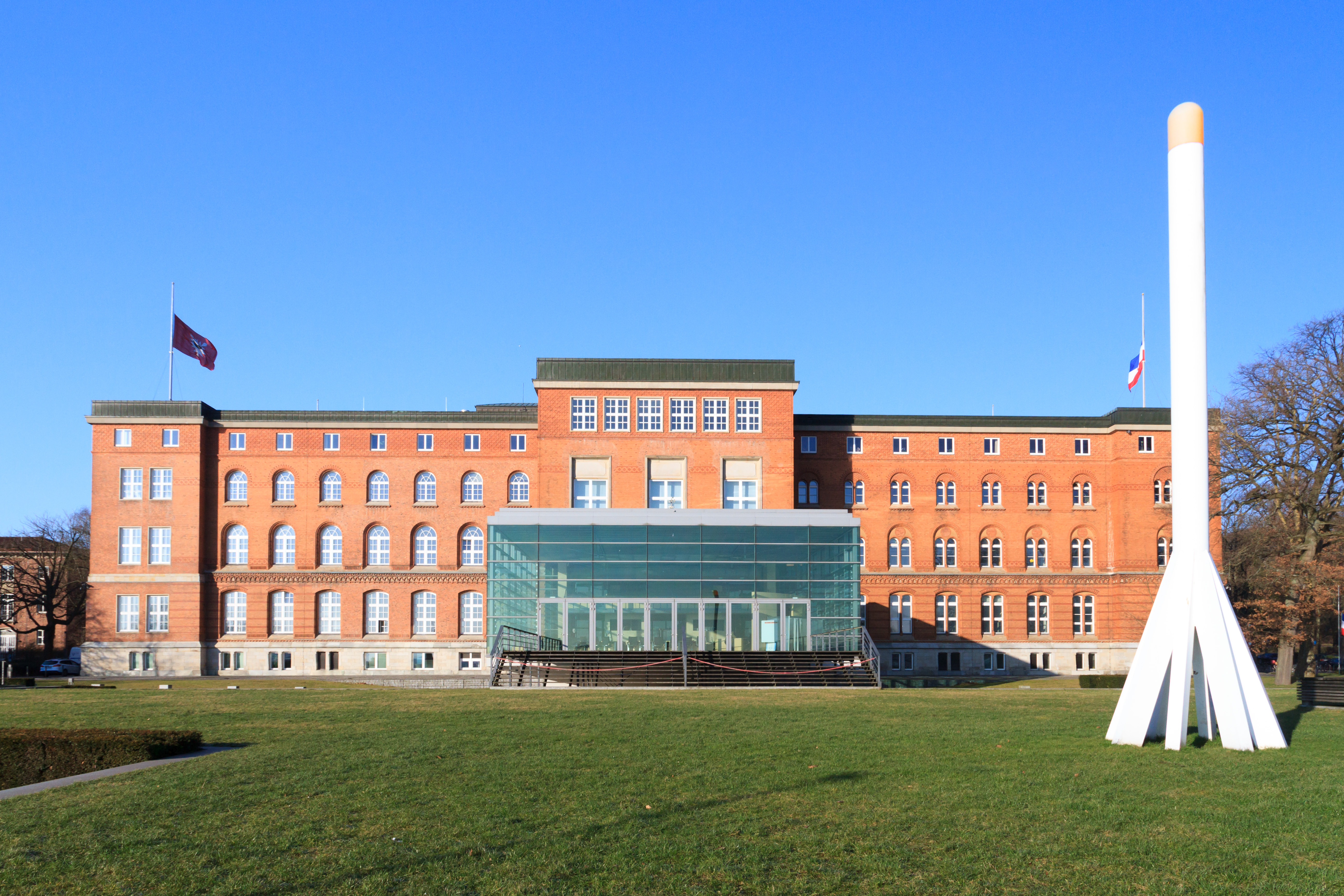
Het parlementsgebouw (Landeshaus) in Kiel

Het belangrijkste orgaan in het politieke systeem van Sleeswijk-Holstein is de Landdag, die gehuisvest is in het Landeshaus in Kiel. Sinds 2000 wordt het parlement van de deelstaat voor vijf jaar gekozen, voordien was dit voor vier jaar. In voorkomende gevallen kunnen vervroegde verkiezingen worden gehouden. Dat gebeurde bijvoorbeeld in 2009 en 2012. Die laatste verkiezingen waren het gevolg van het oordeel van het Landesverfassungsgericht dat de vaststelling van de uitslag van de verkiezingen van 2009 in strijd was met de grondwet van Sleeswijk-Holstein.
Sleeswijk-Holstein kent een kiesdrempel van 5%, maar deze drempel geldt niet voor de vertegenwoordigende partij van de Deense en Friese minderheid, de SSW.
In 2012 kwam het tot een primeur in Sleeswijk-Holstein toen SPD, Bündnis 90/Die Grünen en SSW een coalitie vormden. Deze constellatie werd gezien als een variant op de verkeerslichtcoalitie en werd daarom Dänenampel genoemd.
Na de landdagverkiezingen van 7 mei 2017 werd de CDU de grootste partij. Er werd voor het eerst een Jamaica-coalitie gevormd tussen CDU, Bündnis 90/Die Grünen en FDP. Het kabinet werd aangevoerd onder leiding van Daniel Günther van de christendemocraten.
De coalitie was zo populair dat de drie partijen bij de Landdagverkiezingen van 8 mei 2022 een nog grotere meerderheid behaalden. Oppositiepartijen SPD en AfD leden zware verliezen, waarbij laatstgenoemde de kiesdrempel niet haalde en uit de Landdag viel. Omdat FDP niet meer nodig was voor een coalitie en ook verloren had, kwam er een voor het eerst een kiwi-coalitie tot stand onder leiding van Günther.

### Ministers-presidenten
Baden-Württemberg ·  Beieren ·  Berlijn ·  Brandenburg ·  Bremen ·  Hamburg ·  Hessen ·  Mecklenburg-Voor-Pommeren ·  Nedersaksen ·  Noordrijn-Westfalen ·  Rijnland-Palts ·  Saarland ·  Saksen ·  Saksen-Anhalt ·  Sleeswijk-Holstein ·  Thüringen